# Meulers
Meulers település Franciaországban, Seine-Maritime megyében. Lakosainak száma 579 fő (2022. január 1.). Meulers Dampierre-Saint-Nicolas, Freulleville, Saint-Germain-d’Étables és Saint-Jacques-d’Aliermont községekkel határos.

## Népesség
A település népességének változása:
| Lakosok száma | 619  | 585  | 573  | 563  | 554  | 553  | 562  | 570  | 579  |
|               | 2013 | 2015 | 2016 | 2017 | 2018 | 2019 | 2020 | 2021 | 2022 |